# Kirjat Ata
Kiryat Ata (hebräisch קִרְיַת אָתָא Qirjat Atā; auf israelischen Verkehrsschildern: Qiryat Ata) ist eine Stadt im Bezirk Haifa in Israel. Laut dem Israel Central Bureau of Statistics (CBS) hatte die Stadt 2018 58.267 Einwohner. Die Stadt ist auch unter ihrem früheren Namen Kfar Ata (hebräisch כְּפַר עָטָּה) bekannt.

## Geschichte
Archäologische Untersuchungen in Khirbet Sharta im Nordosten der Stadt weisen auf eine Besiedlung während der Bronzezeit, Eisenzeit, Hellenistischen Zeit, der Zugehörigkeit zum Römischen Reich und dem Byzantinischen Reich sowie auf eine Herrschaft der Mamelukken hin.
Im frühen 20. Jahrhundert wurden die Ländereien des arabischen Dorfs Kofrita über Mittelsleute des American Zion Commonwealth durch die religiöse Warschauer Stiftung ʿAvodat Jisraʾel erworben. Kfar Ata wurde 1925 durch ʿAvodat Jisraʾel gegründet und anlässlich seiner Zusammenlegung mit dem nahe gelegenen Kiryat Binyamin 1965 in Kiryat Ata umbenannt. Während des Aufstands von 1929 wurde Kfar Ata von Palästinensern angegriffen und von seinen Bewohnern vorübergehend aufgegeben. Die Bewohner der Stadt kehrten ein Jahr später in ihre Stadt zurück und bauten die Gemeinschaft neu auf. Die Stadt wurde durch die 1934 errichtete und 1984 geschlossene Textilfabrik Ata Textile Factory bekannt. 1969 erhielt Kiryat Ata den Rang einer Stadt.

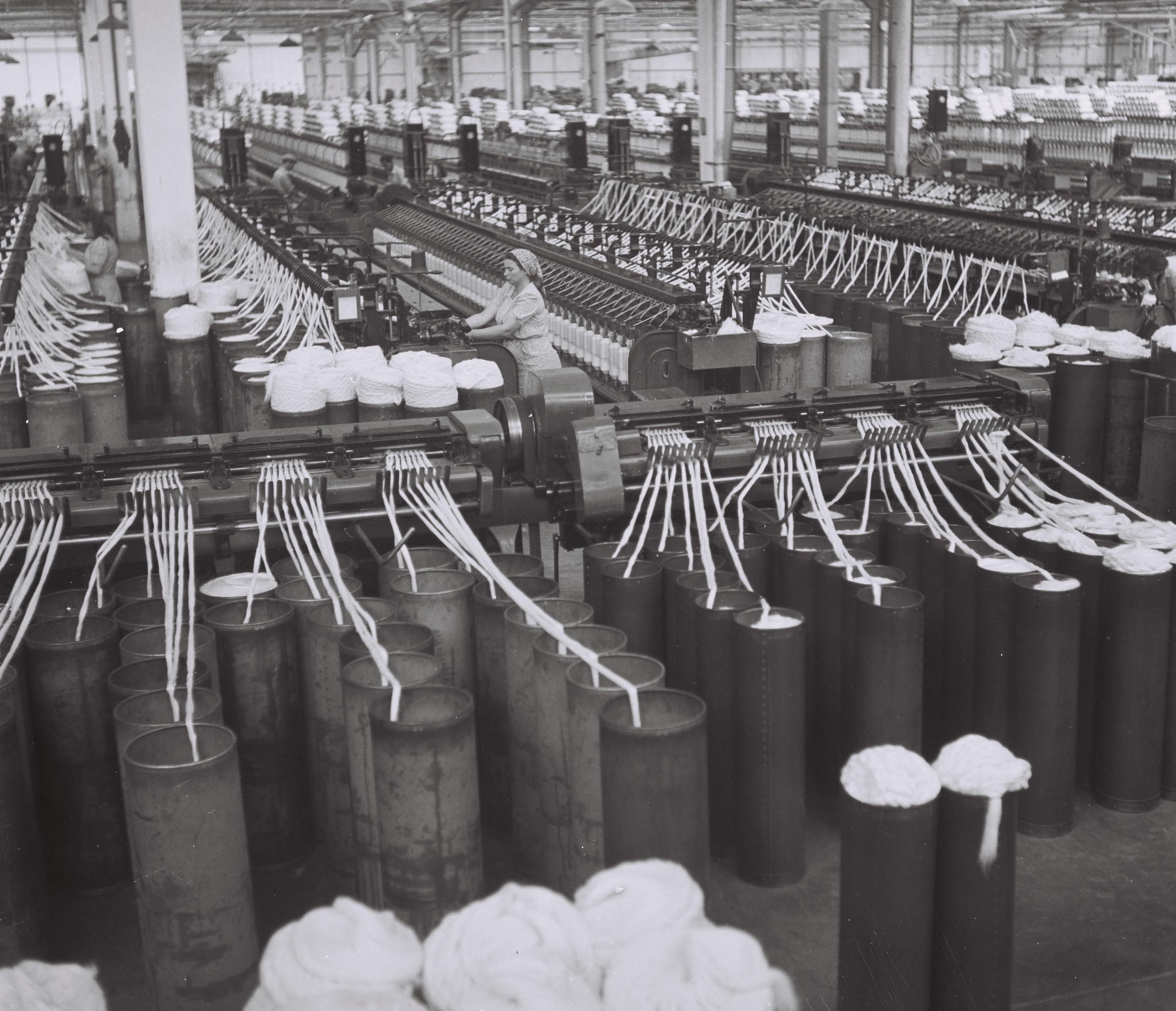
Textilfabrik im Jahr 1947
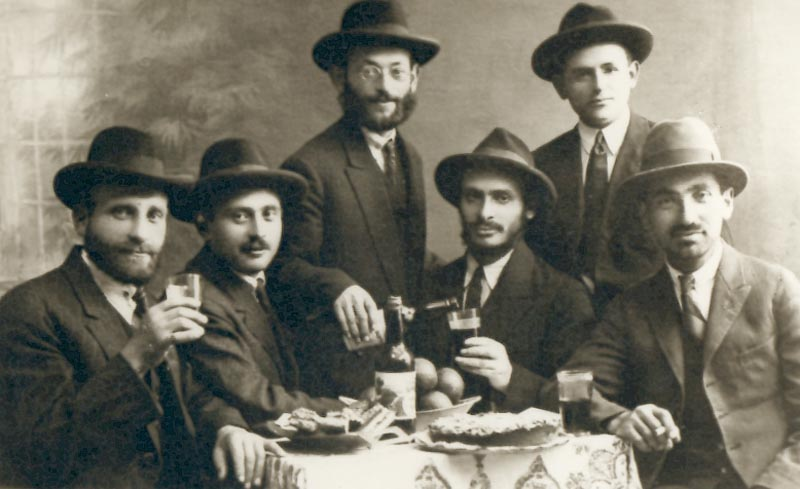
Gründer von Kiryat Ata, ca. 1925

## Klima
Kiryat Ata weist Mittelmeerklima mit heißen, trockenen Sommern und kühlen, regenreichen Wintern auf.

## Bevölkerungsstruktur
Laut CBS lebten in der Stadt 2001 zu 99,8 % Juden und andere nichtarabische Einwohner.

## Städtepartnerschaften
- Bezirk Reinickendorf, Berlin

## Söhne und Töchter (Auswahl)
- Alon Abutbul (1965–2025), Schauspieler
- Yuval Noah Harari (* 1976), Historiker
- Hovi Star, bürgerlich Chovav Sekulets (* 1986), Sänger